# Primavera
Primavera — программное обеспечение для управления проектом, которое используется для управления и контроля проектов, отслеживания ресурсов, материалов и оборудования, используемого в проекте.
Система разработана компанией Primavera Systems, которая была поглощена корпорацией Oracle в 2008 году.
В основном используется для обработки очень больших и сложных проектов, особенно в машиностроении и строительстве (например, строительство атомных электростанций).